# Phytomyza caffra
Phytomyza caffra är en tvåvingeart som beskrevs av Macquart 1846. Phytomyza caffra ingår i släktet Phytomyza och familjen minerarflugor. Inga underarter finns listade i Catalogue of Life.